# Wohnste
Wohnste är en kommun och orti Landkreis Rotenburg i förbundslandet Niedersachsen i Tyskland. Orten Wohnste kallas även Groß Wohnste för att skilja den från Klein Wohnste.
Kommunen ingår i kommunalförbundet Samtgemeinde Sittensen tillsammans med ytterligare åtta kommuner.